# Leonardo Santos
Leonardo Silva dos Santos, född 5 februari 1980 i Rio de Janeiro, är en brasiliansk MMA-utövare som sedan 2013 tävlar i organisationen Ultimate Fighting Championship.